# Kenneth Dover
Sir Kenneth James Dover, FRSE , FBA (11 de marzo de 1920 - 7 de marzo de 2010) fue un distinguido erudito y académico clásico británico. Dover fue presidente del Corpus Christi College de la Universidad de Oxford, entre 1976 y 1986. Asimismo, fue presidente de la Academia Británica entre 1978 y 1981, así como rector (chancellor) de la Universidad de St Andrews entre 1981 y 2005. Un estudioso de la prosa griega y de la comedia aristofánica, fue también el autor del libro Greek Homosexuality (1978; Homosexualidad griega), un texto fundamental sobre este tema.

## Vida
Kenneth Dover nació en Londres, siendo el único hijo de Percy Dover y Dorothy Healey. Fue educado en la St Paul's School y en el Balliol College de la Universidad de Oxford. Durante la Segunda Guerra Mundial fue soldado en la Artillería Real, siendo mencionado en los despachos por su servicio en Italia.
Tras su servicio militar, Dover regresó a la Universidad de Oxford para hacerse en fellow y tutor en 1948 en su alma mater. En 1955, Dover fue nombrado profesor de griego en la Universidad de Saint Andrews en Escocia, y fue dos veces decano de la Facultad de Artes en esta universidad durante los veintiún años que pasó allí.
Fue elegido miembro de la Royal Society of Edinburgh en 1975. Dover recibió el título de caballero dos años después por sus servicios a los estudios griegos. En 1976, Dover fue nombrado presidente del Corpus Christi College de la Universidad de Oxford, cargo que ocupó durante los siguientes diez años. Durante este tiempo, Dover se vio envuelto en una larga disputa con el bibliotecario de la universidad y fellow del departamento de historia, Trevor Henry Aston (1925 -1985), quien sufría de depresión bipolar. La conducta errática de Aston exasperaba a Dover y en Marginal Comment, su autobiografía, admitió: «Ya era claro para mí que Trevor y la universidad debían ser de alguna manera separados. Mi problema era uno que me siento obligado a definir con brutal franqueza: cómo matarlo sin meterme en problemas... No es que tuviera escrúpulos a la hora de causarle la muerte a un fellow cuya inexistencia beneficiaría a la universidad, pero me resistía a la perspectiva de tener que engañar el juicio de un médico forense... consulté a un abogado para ver si [yo] estaría en riesgo legalmente si [yo] ignoraba una amenaza de suicidio». Dover presionó por su propia voluntad a Aston y se juntó con su médico para ignorar las expresiones de preocupación de parte de sus colegas. Aston fue encontrado muerto en sus habitaciones el 17 de octubre de 1985 tras una sobredosis.
Dover fue nombrado presidente de la Academia Británica (organización de la que había sido miembro desde 1966) en 1978, y sirvió en tal capacidad por un período de tres años. Durante la década de 1980, ocupó también cargos en las universidades de Cornell y Stanford en los Estados Unidos. 
Dover regresó a la Universidad de Saint Andrews como cancelario (rector) de la universidad en 1981. Fue el primer cancelario en la historia de la Universidad que no era ni par ni arzobispo. Dover renunció al cargo tras veinticinco años de servicio al terminar el año 2005.

## Obra académica
La obra académica de Dover se centró particularmente en Tucídides, Aristófanes y Platón, en la estilística de la prosa griega y en la moral sexual griega. Además de ediciones más pequeñas de los libros 6 y 7 de Tucídides, completó (junto con Antony Andrewes) los volúmenes cuarto y quinto del Historical Commentary on Thucydides (Comentario histórico sobre Tucídides) que había sido iniciado por A. W. Gomme y había quedado inconcluso tras su muerte. (La obra completa es llamada con frecuencia «Gomme-Andrewes-Dover». ) Su trabajo sobre Aristófanes incluye dos ediciones comentadas (sobre Las nubes y Las ranas) y un libro sobre Comedia aristofánica dirigido a un público más general.
Su interés por la estilística se extiende desde sus estudios tempranos sobre el orden de las palabras griegas (Greek word order; 1960) hasta su último gran libro, The evolution of Greek prose style (La evolución del estilo de la prosa griega; 1997). Previamente había sido responsable de supervisar la segunda edición de The Greek Particles (Las partículas del griego; 1950) de J. D. Denniston, y si bien Dover no aparece mencionado en la portada, su prefacio firmado destaca que realizó varios cortes, adiciones y cambios. Su serie de conferencias Sather sobre el corpus de discursos atribuidos a Lisias fue de importancia por su temprana aplicación de la estilometría al estudio de textos griegos, así como por sus conclusiones agnósticas. En tanto los redactores de discursos atenienses adaptaban su estilo a la personalidad de sus clientes, argumentaba Dover, es difícil emitir juicios firmes sobre la autoría de los discursos sobre la base del estilo.
La obra de Dover Greek homosexuality (Homosexualidad griega; 1978) marcó un hito en el estudio de la sociedad clásica griega, discutiendo temas como la pederastia y lo que Dover llamó memorablemente «cópula intercrural» en términos prosaicos. En particular, Dover hizo uso de una copiosa evidencia tomada de pinturas sobre vasos como contrapeso a la imagen idealizada de las relaciones homoeróticas que se encuentran en la obra de Platón.

## Títulos honoríficos
Dover recibió títulos honorarios de las universidades de Oxford, Saint Andrews, Birmingham, Brístol, Londres, Durham, Liverpool y Oglethorpe.
Fue asimismo miembro extranjero de la Academia Estadounidense de las Artes y las Ciencias y de la Real Academia de Artes y Ciencias de los Países Bajos desde 1979.

## Aficiones
Más allá de sus honores y actividades académicas, Dover era famoso por su habilidad y devoción por la observación de aves y se le consideraba uno de los mejores observadores de aves de Gran Bretaña. Como presidente del Corpus Christi College de la Universidad de Oxford, en las décadas de 1970 y 1980, causaba admiración su habilidad de saludar a todos los corpúsculos (apodo que se le da a los estudiantes de este college) por su nombre. Lo lograba estudiando fotografías y admitía tener problemas ocasionales a la hora de identificar a estudiantes nuevos cuando las barbas estaban de moda.

## Apariciones en los medios y controversias
Dover fue el tema central de una edición del programa de la BBC Radio 4 «In the Psychiatrist's Chair» (En la silla del psiquiatra), presentado por Anthony Clare. También apareció en una serie televisiva de la BBC llamada «The Greeks» (Los griegos), presentada por Christopher Burstall.
En 1994 publicó una controversial autobiografía titulada «Marginal Comment» (Comentario al margen). Esto atrajo la atención de los medios gracias a su franca descripción de su vida privada, y su admisión de haber contemplado ayudar a provocar la muerte de uno de los miembros del Corpus Christi College, el historiador Trevor Aston, al negarse a responder a una amenaza de suicidio.

## Familia
Dover residía en Saint Andrews, Fife, Escocia, donde había tenido una casa desde alrededor de 1960. Se casó con Audrey Ruth Latimer en marzo de 1947; Lady Dover murió en diciembre de 2009 tras 62 años de matrimonio. Dover murió el 7 de marzo de 2010. Le sobreviven un hijo y una hija.

## Obras selectas
- Greek Word Order (1960)
- Thucydides: Book VI (BCP Greek Texts) (1965)
- Thucydides: Book VII (1965)
- Aristophanes: Clouds (1968)
- Lysias and the Corpus Lysiacum (1968)
- Theocritus: Select Poems (1971)
- Aristophanic Comedy (1972)
- Thucydides, (Greece & Rome New Surveys, 1973)
- Greek Popular Morality in the Time of Plato and Aristotle (1974)
- Greek Homosexuality (1978)
- Plato: Symposium (Cambridge Greek and Latin Classics, 1980)
- The Greeks (1980)
- Ancient Greek Literature (1980)
- Greek and the Greeks: Collected Papers; language, poetry, drama (1987)
- The Greeks and their Legacy (1988)
- Aristophanes: Frogs (1993)
- Marginal Comment: a memoir, (1994) ISBN 0-7156-2630-2
- The Evolution of Greek Prose Style (1997)